# 鮫島卓
鮫島 卓（さめしま たく、1973年 - ）は、日本の観光学者。駒沢女子大学 観光文化学類 教授。研究分野は観光経済学、経済地理学。

## 経歴・人物
鹿児島県南さつま市(旧坊津町）生まれ。1992年鹿児島県立加世田高等学校卒業。1996年明治学院大学国際学部卒業。2003年立教大学大学院観光学研究科博士前期課程修了（観光学修士）。世界75ヶ国を訪れた旅人。1996年エイチ・アイ・エス入社。経営企画など経て、2005年より堺屋太一らと取り組んだモンゴル建国800周年記念事業実行委員会の事務局長（出向）としてモンゴルに駐在。その後、ハウステンボス再生事業担当、エコツーリズムデスク所長。スタディツアーの取組みで観光庁長官賞受賞。ミャンマー、ブータンでのJICAの観光開発コンサルタント。2016年より駒沢女子大学観光文化学類准教授。2023年より同大、教授。専門分野は観光経済学、経済地理学。主にGIS（地理情報システム）を用いてイタリアのアグリツーリズモの集積構造と発展メカニズムについて研究しているほか、嬉野温泉におけるティーツーリズムの知識創造プロセス、観光経験の教育効果に関して研究をしている。帝京大学経済学部観光経営学科兼任講師。　

## 委員・社会活動
- 稲城市観光基本計画策定委員会委員長[3]
- 一般社団法人稲城市観光協会顧問
- ANA旅と学びの協議会理事[4]
- 公益財団法人澤田経営道場「行動経済学」講師
- 帝京大学経済学部観光経営学科兼任講師
- 種子島宇宙芸術祭実行委員会アドバイザー

## 著作
単著
- 鮫島卓　謎解き稲城の歩き方　インターメディアリー,2022年

寄稿
- 連載「世界のＢ面を歩く」サインズ・オブ・ザ・タイムズ,福音社,2022年
- 連載「観光学の扉」週刊トラベルジャーナル,トラベルジャーナル,2022年から現在まで

## 所属学会
- 日本観光研究学会
- 日本観光ホスピタリティ教育学会
- 日本国際観光学会
- 日本地理学会
- 経済地理学会